# Euxoa opipara
Euxoa opipara är en fjärilsart som beskrevs av Morrison 1874. Euxoa opipara ingår i släktet Euxoa och familjen nattflyn. Inga underarter finns listade i Catalogue of Life.